# Motovilichinskij rajon (Perm')
Il Motovilichinskij rajon (in russo Мотовилихинский район?) è uno dei sette distretti (rajon) della città di Perm' (Russia).
Il distretto è stato formato includendo la città di Molotov (che portava il nome di Vjačeslav Michajlovič Molotov) nel territorio della città di Perm e formando così il distretto Molotovskij. Nel 1958 fu ribattezzato quartiere Motovilichinskij. L'area si trova su entrambe le sponde della Kama.